# سوءتفاهم (فیلم)
سوءتفاهم فیلمی به کارگردانی و نویسندگی احمدرضا معتمدی و تهیه‌کنندگی جلیل شعبانی محصول سال ۱۳۹۶ سازمان هنری رسانه‌ای اوج می‌باشد.
این فیلم در ۲۴ بهمن ۱۳۹۷ در سینماهای ایران اکران شده‌است.

## داستان فیلم
قصه فیلم سوء تفاهم ماجرای یک گروگان‌گیری است که همه چیز در متن واقعیت پیش می‌رود، اما با گذشت زمان این شبهه پیش می‌آید که این حادثه بیشتر شبیه یک «سوء تفاهم» یا توهم است؛ و اما در متن توهم هنوز عناصری از واقعیت به چشم می‌آید. همزمان با گسترش این ابهام، ماجرای گروگان‌گیری نیز به پیش می‌رود و …

## بازیگران
- مریلا زارعی
- هانیه توسلی
- کامبیز دیرباز
- پژمان جمشیدی
- مهدی فخیم زاده
- اکبر عبدی
- آرش نوذری

## ژانر فیلم
این فیلم تلفیق ژانرهای تریلر روان‌شناختی، کمدی، و فلسفی است. ابتدای فیلم با جمله‌ای از ژان بودریار فیلسوف فرانسوی آغاز می‌شود.

## جوایز
| بخش                        | نامزد        | نتیجه | جایزه        |
| -------------------------- | ------------ | ----- | ------------ |
| بهترین بازیگر نقش اول زن   | هانیه توسلی  | نامزد | سیمرغ بلورین |
| بهترین بازیگر نقش مکمل مرد | پژمان جمشیدی | نامزد | سیمرغ بلورین |
| بهترین صدابرداری           | مهران ملکوتی | نامزد | سیمرغ بلورین |
| بهترین طراحی لباس          | سارا سمیعی   | نامزد | سیمرغ بلورین |
| بهترین طراحی صحنه          | کیوان مقدم   | نامزد | سیمرغ بلورین |